# 743 Eugenisis
743 Eugenisis eller 1913 QV är en asteroid i huvudbältet, som upptäcktes 25 februari 1913 av den tyske astronomen Franz H. Kaiser i Heidelberg. Den är uppkallad efter en kombination av de båda latinska orden eu och genesis.
Asteroiden har en diameter på ungefär 51 kilometer.